# District Majkopski
District Majkopski (Russisch: Майко́пский райо́н) is een district in het zuidoosten van de Russische autonome republiek Adygea. Het district heeft een oppervlakte van 3.667,43 vierkante kilometer en een inwonertal van 58.439 in 2010. Het administratieve centrum bevindt zich in Toelski.
Bestuurlijk centrum: Majkop

Stad: Adygejsk

Districten: Giaginski · Kosjechablski · Krasnogvardejski · Majkopski · Sjovgenovski · Tachtamoekajski · Teoetsjezjski